# Josef Chládek
Josef Chládek (ur. 19 kwietnia 1857 w Hořičkach, zm. 6 kwietnia 1917 w Bílym Újezdzie) – czeski kompozytor i pedagog.

## Życiorys
Urodził się 19 kwietnia 1857 w Hořičkach. W latach 1869–1872 studiował w szkole średniej w Dvorze Králové nad Labem. Świadectwo kwalifikacji nauczycielskiej otrzymał w 1879 r. po ukończeniu nauki na Instytucie Pedagogicznym w Hradcu Králové.
W latach 1876–1882 pracował jako podnauczyciel oraz tymczasowy nauczyciel w Czeskiej Skalicy. Ponieważ był świetnym muzykiem, dołączył bezpośrednio do lokalnego życia muzycznego. Tutaj założył 60-osobowy chór. Małżonka Stanislava, córka miejscowego nauczyciela Josefa Kolíska, była znakomitą pianistką i wokalistką. Oboje małżonkowie poświęcili swój czas głównie dla edukacji muzycznej młodzieży.
Później przeniósł się do Bílego Újezdu, gdzie 6 kwietnia 1917 zmarł.

## Twórczość
Josef Chládek skomponował 2 ważne dzieła muzyczne: Offeratoriua na den Proměnění Páně, na chór mieszany i organy, oraz Offeratorium na oslavu Sv. tří králů, na trzy głosy i organy.